# 10000 (عدد)
10000 (عشرة آلاف) هو عدد طبيعي يأتي بعد الرقم 9999 وقبل الرقم 10001.

## الاسم
في العديد من اللغات، يأخذ هذا الرقم كلمات معينة:
- في اليونانية القديمة هو μύριοι (تربط إلى الكلمة myriad في إنجليزية)
- في الآرامية ܪܒܘܬܐ
- في العبرية רבבה (revava)
- في الصينية 萬/万 (Mandarin wàn, Cantonese maan6, Hokkien bān)
- في اليابانية 万/萬 [man]
- في  الكورية 만/萬 [man]
- وفي التايلندية หมื่น [meun].  .[1]

## في الرياضيات
- في الكتابة العلمية, يكتب بطريقة 104.
- يكتب أيضا بالطريقة  1 E+4 (أو بالطريقة 1 E4)
- 100 هو  عدد مربع ل 10000
- هو جذر تربيعي لعدد 100,000,000

## في الوقت
- 10,000 BC 10,000 BCE , أو ألفية 10 ق.م
- 864,000,000 ثانية
- 14,400,000 دقيقة
- 240,000 ساعة
- 1428 أسبوع (rounded down)

## الأعداد التي بين (10001–19999)
- 10333 – عدد نجمي
- 10416 – عدد هرمي مربع
- 10425 – عدد ثماني السطوح
- 10440 - 144 مرة عدد مثلثي
- 10585 – عدد كارميكائيل
- 10660 – عدد هرمي ثلاثي
- 10946 – عدد فيبوناتشي ؛عدد ماركوف
- 11353 – عدد نجمي
- 12287 – عدد ثابت
- 14701 – عدد ماركوف
- 15625 – {\displaystyle 5^{6}}
- 19683 – {\displaystyle 3^{9}}